# Controbandato
Controbandato è un termine utilizzato in araldica per indicare un bandato, sul quale si passa una secante diagonale, in sbarra, e cogli smalti scambiati cioè dell'uno all'altro. Simile partizione dànno: con secante verticale il controfasciato, con secante orizzontale il contropalato, e con secante in banda il controsbarrato.
Poiché la secante non è sempre perpendicolare all'andamento della ripartizione, molti araldisti preferiscono blasonare prima la partizione (che indica la posizione della secante) e poi la ripartizione.

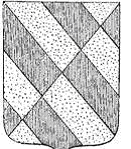
Controbandato d'oro e di rosso
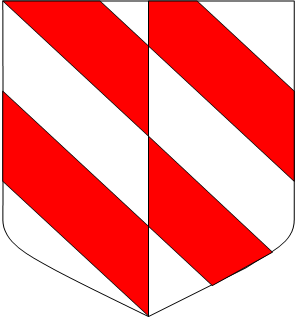
Partito controbandato di rosso e d'argento
Tagliato controbandato di 16 pezzi
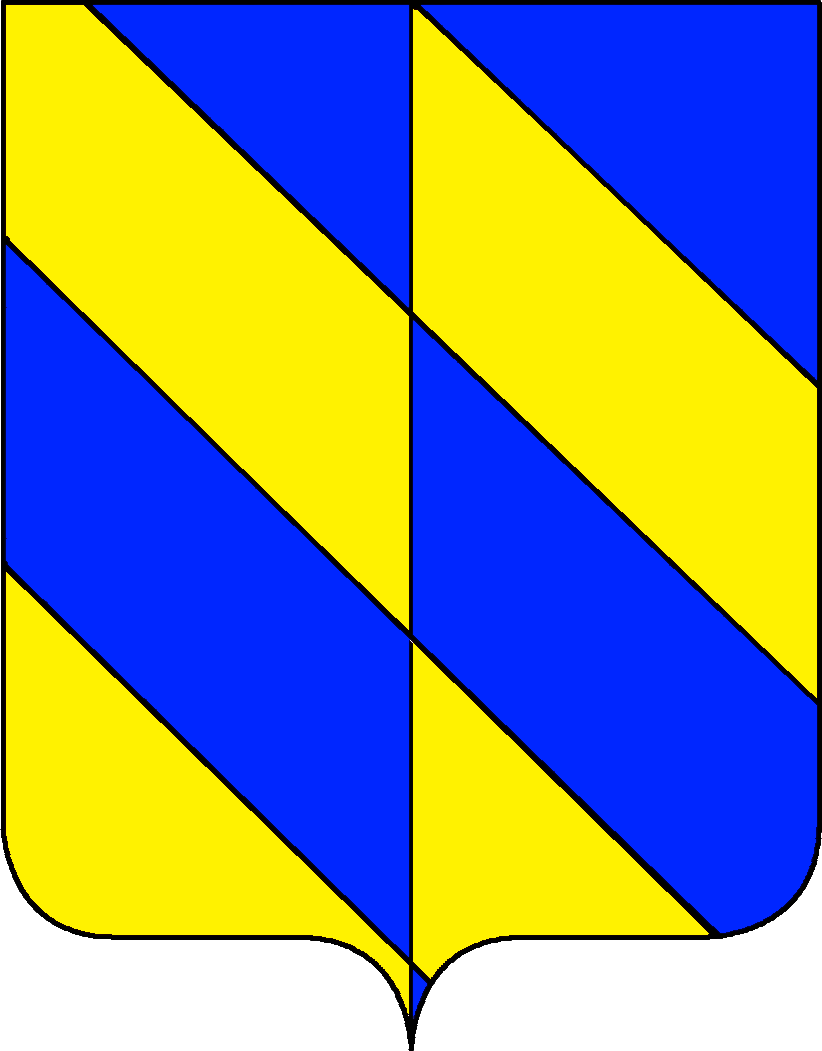
Partito contrabandato d'oro e di azzurro di 4 pezzi (famiglia Baffo di Venezia)